# Widmontologia
Widmontologia lub widmologia (fr. hantologie, ang. hauntology) – filozoficzna idea przedstawiona w 1993 przez Jacques'a Derridę w książce Widma Marksa. Francuski termin „hantologie” jest połączeniem słów „hanter” (nawiedzać; ang. „haunt”) i „ontologie” (ontologia; ang. „ontology”) – brzmienie słowa „ontologie” jest zbliżone do „hantologie”. Termin odnosi się do „paradoksalnego stanu widma, które nie jest bytem, ani nie-bytem”.

## Charakterystyka
Idea głosi, że teraźniejszość istnieje tylko w odniesieniu do przeszłości, i że społeczeństwo po końcu historii zacznie się kierować w stronę estetyk, które są obecnie postrzegane jako dziwne i staromodne, a więc w stronę „ducha” przeszłości. W tym wielu łączy widmontologię z literaturą cyberpunkową. Derrida utrzymuje że koniec historii będzie stanem nie do utrzymania.
Nazwa widmontologia pochodzi ze wstępu do Manifestu Komunistycznego: „po Europie krąży widmo, widmo komunizmu”. Derrida twierdzi, że duch Karola Marksa po 1989 jest jeszcze bardziej obecny. Ignorancja zachodnich społeczeństw wobec rozmaitych wojen, ludobójstw i katastrof humanitarnych powoduje, że będzie on nawiedzał zachodnie społeczeństwa, przyczyniając się do odrodzenia zainteresowania komunizmem. Ideę Derridy krytykowało wielu filozofów m.in. Jürgen Habermas i Richard Rorty.